# Mehrangiz Mallah

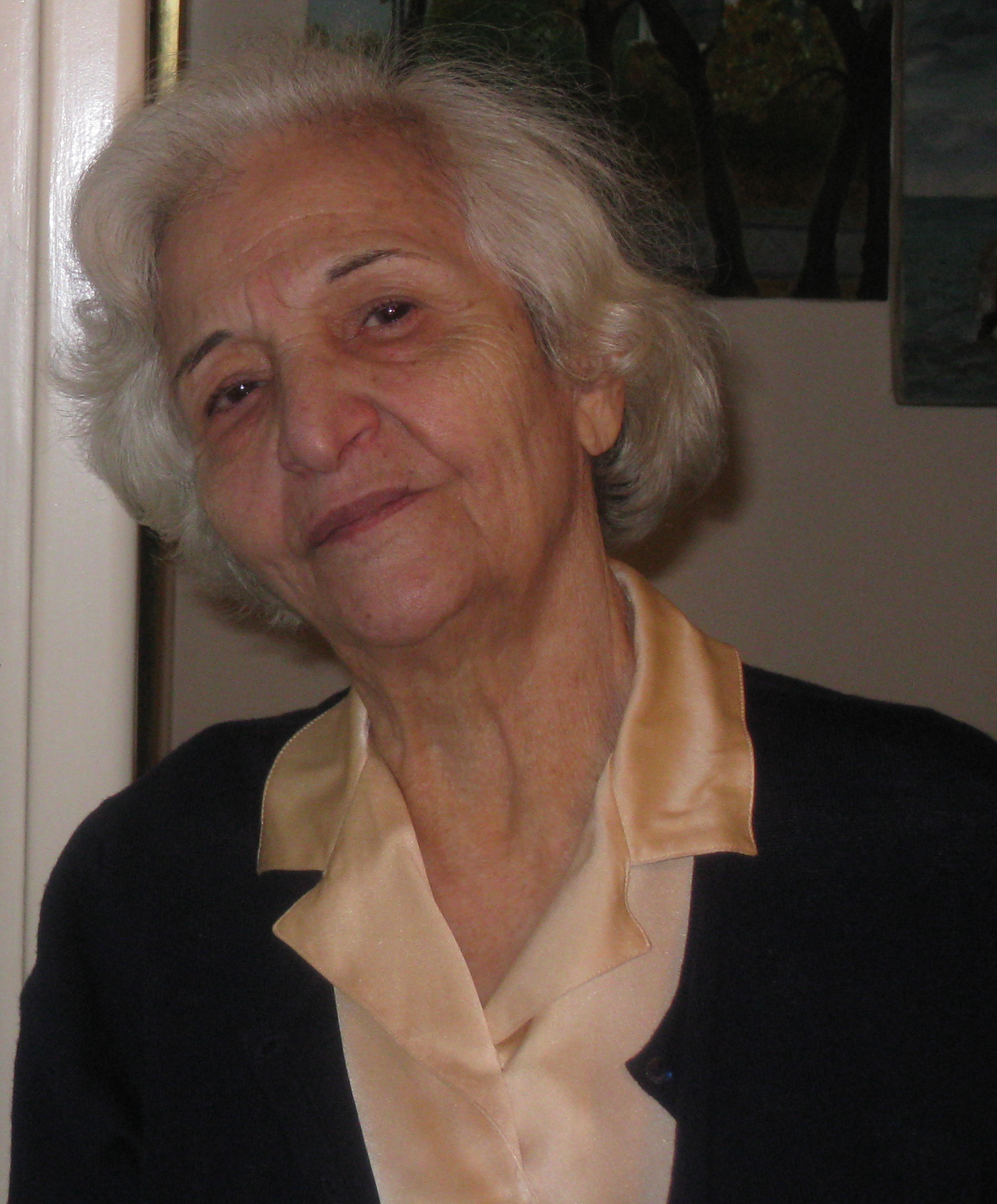
Mehrangiz Mallah

Mehrangiz Mallah (1923 - 21 juli 2013) was een Iraans schrijfster en schilder. 
Mallah werd geboren in een karavanserai in de buurt van de steden Now Kandeh en Gorgan (Golestan). Haar moeder Khadijeh Afzal Vaziri en haar grootmoeder Bibi Khanoom Astarabadi waren beide vrouwenrechtenactivisten in Iran. Haar oudere zus was Mahlagha Mallah (1917-2021).
Mallah verzamelde en redigeerde de mondelinge memoires van haar moeder. De memoires van haar moeder Khadijeh Afzal Vaziri waren namelijk de eerste mondelinge memoires een vrouw in Iran en vormden een belangrijk getuigenis over het leven van de vrouwelijke Iraniërs.